# Ignition (album B1A4)
Ignition – pierwszy album studyjny południowokoreańskiej grupy B1A4, wydany 14 marca 2012 roku przez wytwórnię WM Entertainment. Płytę promowały single „This Time Is Over” i „Baby I'm Sorry”. Sprzedał się w nakładzie 50 733 egzemplarzy w Korei Południowej (stan na grudzień 2012 r.).
Album został wydany ponownie 24 maja 2012 roku, pt. Ignition: Special Edition. Płytę promował singel „Baby Good Night”. Sprzedał się w nakładzie 61 461 egzemplarzy w Korei Południowej (stan na wrzesień 2013 r.).

## Lista utworów
| Nr  | Tytuł                                                                         | Słowa                 | Muzyka                          | Czas |
| --- | ----------------------------------------------------------------------------- | --------------------- | ------------------------------- | ---- |
| 1.  | "Baby I'm Sorry"                                                              | Jinyoung, Baro        | Jinyoung                        | 3:32 |
| 2.  | "This Time Is Over"                                                           | 우리형과 내동생, Baro | 우리형과 내동생                 | 3:20 |
| 3.  | "So Fine"                                                                     | 우리형과 내동생, Baro | 우리형과 내동생, Ichiro Suezawa | 3:11 |
| 4.  | "Super Sonic"                                                                 | 우리형과 내동생, Baro | 우리형과 내동생                 | 3:07 |
| 5.  | "Two of Us" (kor. 둘만 있으면 Dulman Isseumyeon) (Baro Solo ft. miss A's Min) | 우리형과 내동생, Baro | 우리형과 내동생, Baro           | 3:39 |
| 6.  | "Smile" (kor. 웃어봐 Useobwa)                                                 | Choi Sab-weon         | Lee Sang-ho, Choi Young-chan    | 4:00 |
| 7.  | "Feeling"                                                                     | Jinyoung, Baro        | Jinyoung                        | 3:31 |
| 8.  | "Crush" (kor. 짝사랑 Jjaksarang) (Sandeul Solo)                               | Park Gan-gil          | Park Gan-gil                    | 3:49 |
| 9.  | "You Are My Girl"                                                             | 우리형과 내동생, Baro | 우리형과 내동생                 | 3:42 |
| 10. | "Wonderful Tonight" (Unplugged Remix)                                         | Jinyoung, Baro, CNU   | Jinyoung                        | 3:51 |
| 11. | "Baby I'm Sorry" (Instrumental)                                               |                       | Jinyoung                        | 3:32 |

### Special Edition
| Nr  | Tytuł                                                                 | Czas |
| --- | --------------------------------------------------------------------- | ---- |
| 1.  | "Baby Good Night" (kor. 잘자요 굿나잇 Jaljayo Gutnait)                | 3:20 |
| 2.  | "Because of You" (kor. 너때문에 Neottaemune)                          | 3:52 |
| 3.  | "Baby I'm Sorry"                                                      | 3:32 |
| 4.  | "This Time is Over"                                                   | 3:20 |
| 5.  | "So Fine"                                                             | 3:11 |
| 6.  | "Super Sonic"                                                         | 3:07 |
| 7.  | "Two of Us" (kor. 둘만 있으면 Dulman Isseumyeon) (feat. miss A's Min) | 3:39 |
| 8.  | "Smile" (kor. 웃어봐 Useobwa)                                         | 4:00 |
| 9.  | "Feeling"                                                             | 3:31 |
| 10. | "Crush" (kor. 짝사랑 Jjaksarang)                                      | 3:49 |
| 11. | "You Are My Girl"                                                     | 3:42 |
| 12. | "Wonderful Tonight" (Unplugged Remix)                                 | 3:51 |
| 13. | "Baby Good Night" (Instrumental)                                      | 3:21 |
| 14. | "Because of You" (Instrumental)                                       | 3:52 |
| 15. | "Baby I'm Sorry" (Instrumental)                                       | 3:32 |

## Notowania
| Lista                   | Pozycja             |
| ----------------------- | ------------------- |
| Gaon Weekly Album Chart | 2                   |
| Five Music (Tajwan)     | 7                   |
| Gaon Weekly Album Chart | 1 (Special Edition) |
| Five Music (Tajwan)     | 2 (Special Edition) |